# Mil-Muğan İmişli
Mil-Muğan İmişli Futbol Klubu – azerski klub piłkarski, z siedzibą w İmişli (Imiszli).

## Historia
Chronologia nazw:
- 2004: MKT-Araz İmişli
- 13.08.2007: klub rozwiązano
- 31.08.2007: MKT-Araz İmişli
- 2012: klub rozwiązano
- 2013: Mil-Muğan İmişli
- 2018: klub rozwiązano

Klub MKT-Araz İmişli FK został założony w miejscowości İmişli w styczniu 2004 roku z inicjatywy МКТ Istehsalat-Kommersiya Sp.z o.o. Zespół natychmiast przystąpił do rozgrywek na najwyższym poziomie mistrzostw Azerbejdżanu. W sezonie 2004/05 zajął 8.miejsce w Yüksək Liqa, a w sezonie 2005/06 - na 9.miejscu. W 2006 roku, z powodu odmowy kilku klubów Azerbejdżanu, zespół zadebiutował w Pucharze Intertoto.
Sezon 2006/07 był najbardziej udany w historii klubu. W Yüksək Liqa zespół zajął 5.miejsce i dotarł do finału Pucharu Azerbejdżanu. W sezonie 2007/08 drużyna MKT-Araz w fazie wstępnej Pucharu UEFA trafiła na drużynę Dyskobolii Grodzisk Wielkopolski. W pierwszym meczu w Imiszli był bezbramkowy remis, w meczu w Grodzisku podobny wynik utrzymywał się do 88 minuty. Ostatecznie Dyskobolia wygrała 1:0 i awansowała dalej. 13 sierpnia 2007 klub z powodu problemów finansowych ogłosił bankructwo, ale po otrzymaniu pomocy z Federacji klub odrodził się, jednak rozpoczął występy w pierwszej lidze, zwanej Birinci Dəstə. W sezonie 2007/08 zwyciężył w grupie B, ale potem w turnieju finałowym zajął ostatnie 6.miejsce. W następnym sezonie 2008/09 klub nie występował w mistrzostwach. Po roku nieobecności w sezonie 2009/10 ponownie startował w pierwszej lidze, która zmieniła nazwę na Birinci Divizionu. Latem 2012 roku właściciele klubu ogłosili, że klub zostanie rozwiązany i nie będzie już grał w pierwszej lidze mistrzostw Azerbejdżanu.
W 2013 roku klub został reaktywowany z nazwą Mil-Muğan İmişli FK i startował w Birinci Divizionu. Po czterech sezonach w pierwszej lidze klub po raz kolejny został rozwiązany w roku 2017.

## Europejskie puchary
Legenda do wszystkich tabel:
- Q – runda eliminacyjna, 1/16, 1/8, 1/4, 1/2 – odpowiednia faza rozgrywek, Grupa – runda grupowa, 1r gr – pierwsza runda grupowa, 2r gr – druga runda grupowa, F – finał, R – runda, PO – play-off
- k. – rzuty karne, los. – losowanie, Dogr. – dogrywka, w. – zasada bramek strzelonych na wyjeździe

| Sezon   | Rozgrywki        | Runda | Przeciwnik  | Dom | Wyjazd | Ogólnie |
| ------- | ---------------- | ----- | ----------- | --- | ------ | ------- |
| 2006    | Puchar Intertoto | 1R    | FC Tiraspol | 1–0 | 0–2    | 1–2     |
| 2007/08 | Puchar UEFA      | 1Q    | Groclin     | 0–0 | 0–1    | 0–1     |